# Acanthophis
Acanthophis es un género de serpientes extremadamente venenosas de la familia Elapidae. Son comúnmente llamadas víboras de la muerte, a pesar de no ser víboras y que su parecido se deba a una convergencia evolutiva. Son nativas de Australia, Nueva Guinea e islas cercanas, y están entre las más venenosas del mundo. El nombre del género proviene del griego antiguo acanthos/ἄκανθος ‘espina’, y ophis/ὄφις ‘serpiente’, refiriéndose a la espina en la cola de esta serpiente. 
Hay siete especies listadas por ITIS, aunque aún no está claro cuántas especies incluye este género, con cuadros de rangos que van de 4 a 15 especies (véase Taxonomía).

## Descripción
Las víboras de la muerte son muy parecidas a las vipéridas, tienen un cuerpo corto y robusto, cabeza de forma triangular y pequeñas escamas suboculares. Además tienen pupilas verticales y muchas escamas pequeñas en la parte superior de la cabeza. Sus colmillos son además más largos y móviles que en la mayoría de los elápidos, aunque aún están lejos del tamaño visto en algunas verdaderas víboras. A pesar de su nombre y apariencia no son totalmente víboras (víboras aquí en el sentido de pertenencia a la familia viperidae). Este es un caso de convergencia evolutiva.
Normalmente les lleva 2 a 3 años alcanzar el estado adulto. Las hembras, en general, son levemente más grandes que los machos. Pueden ser fácilmente distinguidas de otras serpientes australianas a causa de un pequeño gusano como señuelo en la parte terminal de la cola, el cual se usa para atraer a la presa. La mayoría tiene grandes bandas alrededor de su cuerpo, aunque el color es en sí mismo variable, dependiendo de su localidad. Los colores son usualmente negro, gris o rojo y amarillo y amarillo, pero además incluyen marrón y verdoso-gris.

## Caza
A diferencia de la mayoría de las serpientes, las víboras de la muerte no cazan activamente, sino más bien yacen emboscadas y atraen la presa a ellas.
Cuando están hambrientas, las víboras de la muerte se entierran entre el substrato. Este puede ser la litera de hojas, suelo o arena, dependiendo de su ambiente. Las únicas partes de ellas que quedan expuestas son su cabeza y cola, ambas muy bien camufladas generalmente. El final de la cola es un caudral atractivo que está ubicado en frente de la cabeza, y cuando sacudido/meneado rápidamente se confunde fácilmente con una larva o un gusano. Un pájaro o un mamífero confiado notará eventualmente la «comida» fácil, y se tentará y tratará de atraparla. Solo entonces la serpiente de la muerte se moverá, súbitamente, con el ataque más rápido de cualquier serpiente del mundo. 
Una víbora de la muerte puede ir desde una posición de ataque, morder y envenenar a su presa, y retornar a su posición de ataque otra vez, en tan poco como 0,13 segundos, literalmente en un parpadeo.

## Veneno
Las víboras de la Muerte  inyectan en promedio 40-100 mg (miligramos) de veneno extremadamente tóxico (DL50 0.4-0.5 mg/kg murino subcutáneo) con una mordedura. Esto hace de la mordedura no tratadas de las víboras una de las más peligrosas del mundo (clasificada en las top 10 en la lista de CSL).
El veneno de las víboras de la muerte es completamente neurotóxico, no contiene ni hemotoxinas ni miotoxinas, a diferencia de la mayoría de las serpientes.

### Humanos y mordedura
Una mordida causa parálisis. Aunque esta parálisis es leve al principio, puede causar la muerte por un paro respiratorio completo en tan poco como seis horas. El pico de síntomas se produce a las 24-48 horas.
Los síntomas de envenenamiento pueden revertirse por medio de uso de antiveneno de víbora de la Muerte, o usando anticolinesterasas, las cuales rompen el bloqueo sináptico haciendo que la acetilcolina esté más disponible para el sistema nervioso parasimpático, mitigando así los efectos del veneno
Antes de la introducción del antiveneno, el 50 % de las mordidas de la víbora de la muerte eran letales. Ahora, con el antiveneno, y dado al lento progreso de los síntomas de envenenamiento, las muertes por la mordedura son muy raras en Australia. En Nueva Guinea, las muertes provocadas por la mordedura de estas serpientes aún son comunes.
El veneno de la víbora de la muerte ha sido objeto de una considerable investigación in vitro y se han aislado e identificado varios componentes del veneno. Hasta hace poco, se pensaba que las neurotoxinas post-sinápticas eran los componentes más importantes del veneno de Acanthophis y se habían aislado numerosas toxinas post-sinápticas. Sin embargo, un trabajo reciente ha identificado una serie de neurotoxinas presinápticas presentes en al menos tres especies Acanthophis. Se han identificado varios otros componentes en el veneno, incluidas las miotoxinas, procoagulantes, anticoagulantes y toxinas que interfieren con la agregación plaquetaria. La importancia clínica de varios de estos componentes sigue sin estar clara.

## Taxonomía
Aunque las víboras de la muerte se asemejan a las víboras de la familia Viperidae, en realidad son miembros de la familia Elapidae, estando más estrechamente relacionadas con las cobras, mambas, y serpientes de coral.
No está claro cuántas especies incluye este género. Tradicionalmente, solo se han reconocido A. antarcticus, A. praelongus and A. pyrrhus. En 1998 se describieron cinco nuevas especies (A. barnetti, A. crotalusei, A. cummingi, A. wellsei y A. woolfi) y en 2002 se describieron tres especies adicionales (A. groenveldi, A. macgregori y A. yuwoni). Estas fueron recibidas con escepticismo, y solamente A. wellsi, de la que se ha publicado una descripción extensa, ha sido ampliamente reconocida. Más confusión existe sobre las víboras de la muerte de Papúa Nueva Guinea e Indonesia. Varias de ellas se han colocado en A. antarcticus o A. praelongus. En 2005 se mostró que ninguno es apropiado, y las víboras de la Muerte de Nueva Guinea caen en dos clados principales: El complejo de las de escamas lisas A. laevis (que incluye víboras de la muerte de Seram), y el complejo de las de escamas rugosas A. rugosus. El último puede dividirse en dos sub-clados; uno, A. rugosus sensu stricto de Nueva Guinea meridional, y un segundo, A. hawkei, del norte de Queensland y el Territorio del Norte en Australia. Es probable que algunas de éstas incluyan más de una especie, pues las poblaciones incluidas en p.e. A. laevis muestran extensa variación en patrones y  arreglo de escamas.

### Especies
Se reconocen las 9 siguientes según The Reptile Database:
- Acanthophis antarcticus (Shaw, 1802)
- Acanthophis ceramensis Günther, 1863
- Acanthophis cryptamydros Maddock, Ellis, Doughty, Smith & Wüster, 2015
- Acanthophis hawkei Wells & Wellington, 1985
- Acanthophis laevis Macleay, 1878
- Acanthophis praelongus Ramsay, 1877
- Acanthophis pyrrhus Boulenger, 1898
- Acanthophis rugosus Loveridge, 1948
- Acanthophis wellsi Hoser, 1998